# Frederik van Hessen-Kassel (1747-1837)
Frederik van Hessen-Kassel (Kassel, 11 september 1747 - slot van Rumpenheim in Offenbach am Main, 20 mei 1837) was een Duits militair. Hij was een zoon van landgraaf Frederik II van Hessen-Kassel en de Britse prinses Maria van Hannover. Van 1784 tot 1794 was hij gouverneur van de vesting Maastricht.

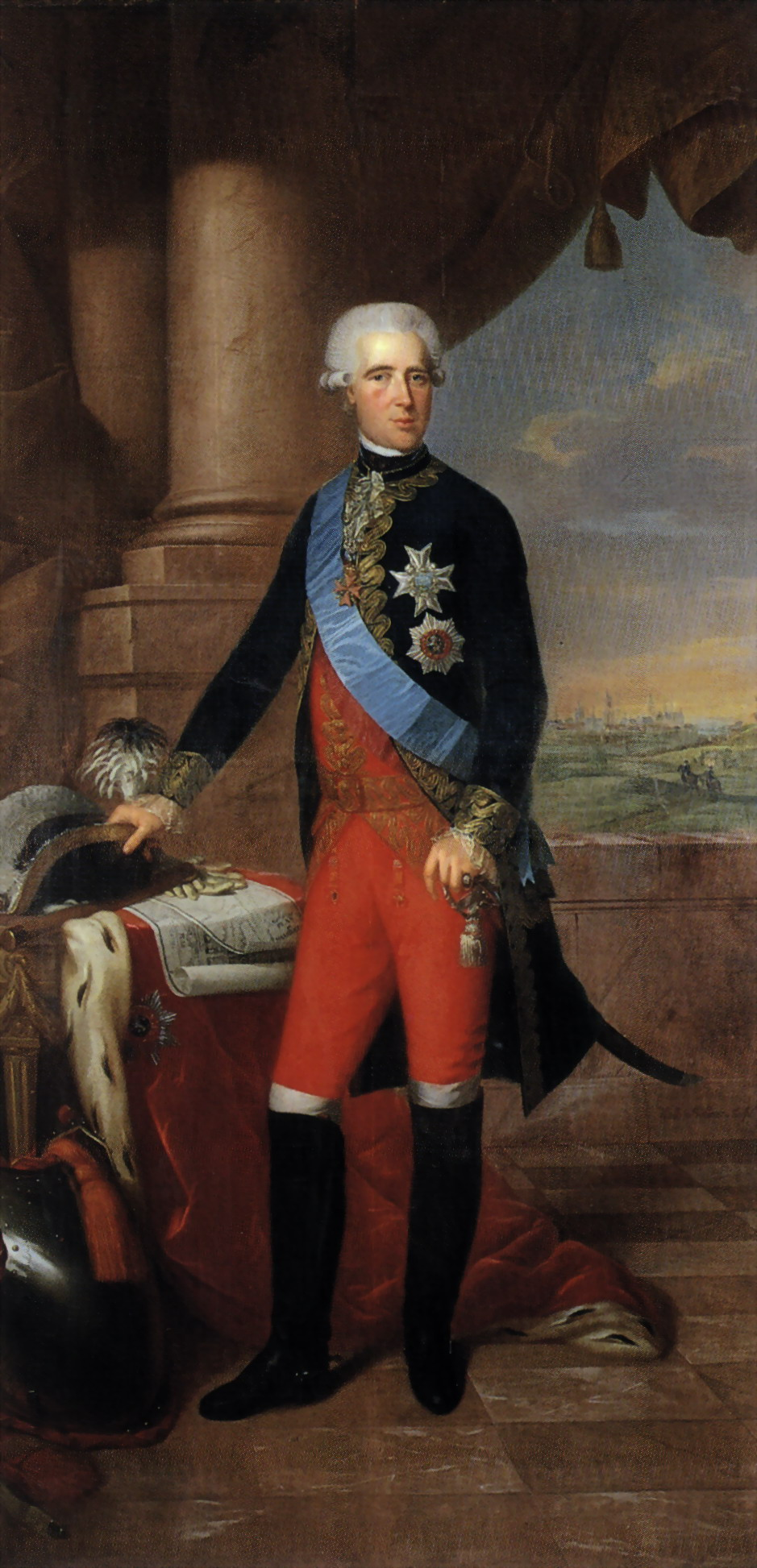
Portret als gouverneur van Maastricht, 1787 (Slot Fasanerie, Fulda)

Al op 13-jarige leeftijd trad de prins van Hessen-Kassel in dienst van het Deense leger, in 1760 als kolonel, in 1766 als generaal-majoor. In 1772 stapte hij over naar het Staatse leger, waar hij benoemd werd tot luitenant-generaal. In 1784 werd hij gouverneur van de vesting Maastricht, een functie die hij moest opgeven toen de vesting in november 1794 door de Franse generaal Kléber veroverd werd. In april 1798 stuurde hij een delegatie naar de toen Franse stad Maastricht, met de opdracht zijn persoonlijke bezittingen en die van zijn vrouw uit het gouvernementspaleis op te halen. Omdat de bibliotheek van zijn vrouw reeds naar Parijs was gestuurd en men de meubilering van het gouvernement intact wilde laten, stuurde men ter genoegdoening een som geld plus elf meer dan levensgrote gouverneursportretten, waarvan negen geschilderd door Johann Valentin Tischbein (1715-1768), naar het slot Rumpenheim in Hessen, waar de prins zich na 1794 gevestigd had.
In 1803 werd hij benoemd tot generaal van de Hessische cavalerie. In 1805 verkreeg hij de titel van landgraaf van Hessen-Kassel zu Rumpenheim. In 1810 trad hij opnieuw in dienst van het Deense leger, ditmaal als generaal der infanterie, waarvoor hij de Orde van de Olifant ontving. In 1816 werd hij door koning Willem I benoemd tot commandeur in de Militaire Willems-Orde.
Frederik huwde op 2 december 1786 met Carolina van Nassau-Usingen (1762-1823), dochter van vorst Karel Willem, en werd de vader van:
- Willem (1787-1867), de schoonvader van koning Christiaan IX van Denemarken
- Karel (1789-1804)
- Frederik (1790-1876), gouverneur van de vesting Luxemburg.
- Lodewijk (1791-1800)
- George (1793-1881)
- Louise (1794-1881), gehuwd met generaal George graaf von der Decken (1787-1859)
- Marie (1796-1880), gehuwd met hertog George van Mecklenburg-Strelitz (1779-1860)
- Augusta (1797-1889), gehuwd met Adolf van Cambridge (1774-1850).

## Militaire loopbaan
- Kolonel: 1760
- Generaal-majoor: april 1768[2]
- Luitenant-generaal: 24 augustus 1772[2]
- Generaal der Cavalerie: 1793
- Generaal: 1803
- Generaal der Infanterie: 1810

## Onderscheidingen
- Zilveren Kruis van de Orde van de Dannebrog
- Orde van de Olifant in 1810
- Ridder in de Orde van de Serafijnen op 25 november  1776
- Grootkruis in de Huisorde van de Gouden Leeuw
- Grootkruis in de Orde van Philipp de Grootmoedige
- Grootkruis in de Koninklijke Orde van de Welfen
- Commandeur in de Militaire Orde van Verdienste
- Commandeur in de Militaire Willems-Orde op 24 november 1816[3]
- Lid van de Kunsthochschule Kassel

- Biografisch Portaal: 08639340
- Digitale Bibliotheek voor de Nederlandse Letteren: hess031
- Gemeinsame Normdatei: 136025552
- Virtual International Authority File: 80439572
- WorldCat: E39PBJdGJGbKyqf8pjM9YpV9jC